# Capitoli di Blue Lock

Copertina del primo volume dell'edizione italiana, raffigurante il protagonista Yoichi Isagi

Questa è la lista dei capitoli di Blue Lock, manga scritto da Muneyuki Kaneshiro e disegnato da Yusuke Nomura; viene serializzato dal 1º agosto 2018 sulla rivista Weekly Shōnen Magazine edita da Kōdansha. La serie è andata in pausa ad inizio ottobre 2021 a causa di alcuni problemi di salute dell'autore ed è ripreso il 27 dello stesso mese. I capitoli vengono raccolti in volumi tankōbon a partire dal 16 novembre 2018. Al 12 agosto 2025 i volumi totali ammontano a 35.
In Italia il manga è stato anticipato sui profili social di Planet Manga, etichetta di Panini Comics, a fine marzo 2021. L'edizione italiana viene pubblicata dal 29 luglio seguente. Al 17 luglio 2025 sono stati pubblicati 29 volumi.
La serie viene distribuita anche negli Stati Uniti ed in Canada da Kodansha USA, in Francia da Pika Édition, in Germania da Kazé, a Taiwan da Tong Li Publishing, in Corea del Sud da Haksan Publishing, in Spagna da Planeta DeAgostini, in Thailandia da Vibulkij Publishing, in Indonesia da Elex Media Komputindo e in Argentina da Editorial Ivrea.
Un manga spin-off, scritto da Muneyuki Kaneshiro, disegnato da Kōta Sannomiya, incentrato sul personaggio di Seishiro Nagi e intitolato Blue Lock - Episode Nagi (ブルーロック-EPISODE 凪-?, Burū Rokku -EPISODE Nagi-) è stato serializzato dal 9 giugno 2022 al 9 luglio 2025 sulla rivista Bessatsu Shōnen Magazine edita da Kōdansha. I capitoli sono stati raccolti in 8 volumi tankōbon pubblicati dal 17 ottobre 2022 al 12 agosto 2025. In Italia la serie è stata annunciata a giugno 2023 da Panini Comics che la pubblica sotto l'etichetta Planet Manga a partire dal 2 novembre seguente. La serie viene distribuita anche negli Stati Uniti ed in Canada da Kodansha USA.

## Lista volumi

### Blue Lock
| 1  | 16 novembre 2018 | ISBN 978-4-06-513400-9                                                      | 29 luglio 2021    | ISBN 978-88-912-9939-0 |
| 1  | Capitoli - 1. Il sogno (夢?, Yume) - 2. Il trasferimento nell'alloggio (入寮?, Nyūryō) - 3. Il mostro (かいぶつ?, Kaibutsu) - 4. Adesso è il momento (今こそ?, Ima koso) |                                                                             |                   |                        |
| 2  | 17 gennaio 2019 | ISBN 978-4-06-514121-2                                                      | 19 agosto 2021    | ISBN 978-88-287-6173-0 |
| 2  | Capitoli - 5. Lo zero del calcio (サッカーの０?, Sakkā no 0) - 6. 1 = Singolo (１＝個性?, 1 = kosei) - 7. Ci vediamo davanti alla porta (ゴール前で逢おう?, Gōru mae de aou) - 8. Messaggio (啓示?, Messēji) - 9. Supereroe (スーパーヒーロー?, Sūpāhīrō) - 10. La tattica "Il prossimo 9 sono io!" (次俺９作戦?, Tsugi ore 9 sakusen) - 11. Presentimento e intuito (予感と直観?, Yokan to chokkan) - 12. Segnale (合図?, Suitchi) - 13. Rinascere (生まれ変わるのは?, Umarekawaru no wa) |                                                                             |                   |                        |
| 3  | 15 marzo 2019 | ISBN 978-4-06-514447-3                                                      | 30 settembre 2021 | ISBN 978-88-287-6215-7 |
| 3  | Capitoli - 14. Risolutezza (覚悟?, Kakugo) - 15. Spirale (螺旋?, Supairaru) - 16. In un colpo solo (一撃?, Ichigeki) - 17. Scusa (ごめん?, Gomen) - 18. Ottimo lavoro (おつかれ?, O tsukare) - 19. Netto svantaggio (圧倒的不利?, Disuadobantēji) - 20. Sangue che ribolle (滾り?, Tagiri) - 21. Supera tutti! (ブチ抜け！?, Buchi nuke!) - 22. Finché non si spegnerà questa passione (この熱が尽きるまで?, Kono netsu ga tsukiru made) |                                                                             |                   |                        |
| 4  | 17 giugno 2019 | ISBN 978-4-06-515450-2                                                      | 4 novembre 2021   | ISBN 978-88-287-6351-2 |
| 4  | Capitoli - 23. Fino al fatidico incontro (出逢うまでは?, Deau made wa) - 24. La formula del gol (成功の方程式?, Gōru no hōteishiki) - 25. Meccanismo (法則?, Karakuri) - 26. LAST GAME (LAST GAME?) - 27. Tranne uno (ただひとり?, Tada hitori) - 28. Super special (スーパースペシャル?, Sūpā Supesharu) - 29. Lampi di evoluzione (進化の一閃?, Shinka no issen) - 30. Il furore delle situazioni estreme (極限の熱狂?, Kyokugen no nekkyō) - 31. Il risveglio (覚醒?, Kakusei) |                                                                             |                   |                        |
| 5  | 16 agosto 2019 | ISBN 978-4-06-516336-8                                                      | 9 dicembre 2021   | ISBN 978-88-287-6453-3 |
| 5  | Capitoli - 32. Stimolo (衝動?, Shōdō) - 33. Attacco a ondate (波状攻撃?, Hajō kōgeki) - 34. Va bene così (このままで?, Kono mama de) - 35. Last chance (ラストチャンス?, Rasuto Chansu) - 36. Ora è qui (いまここにある?, Ima koko ni aru) - 37. L'ultimo tassello (最後の欠片?, Saigo no Pīsu) - 38. Di più (もっと?, Motto) - 39. Fame (飢餓?, Hangurī) - 40. Second Selection (二次選考?, Ni ji Serekushon) |                                                                             |                   |                        |
| 6  | 17 ottobre 2019 | ISBN 978-4-06-517167-7                                                      | 3 febbraio 2022   | ISBN 978-88-287-6497-7 |
| 6  | Capitoli - 41. BLUE LOCK MAN (ＢＬＵＥ ＬＯＣＫ ＭＡＮ?) - 42. Cambiamento radicale (一変?, Ippen) - 43. Una squadra da tre (３人１組?, 3-ri 1 kumi) - 44. Rivalry Battle, la battaglia ruba-avversari (奪敵決戦?, Raibarurī Batoru) - 45. Uccidersi a vicenda (殺し合い?, Koroshiai) - 46. TOP 3 (ＴＯＰ３?) - 47. Reazione chimica (化学反応?, Kagaku han'nō) - 48. La bellezza di quella parabola (その放物線の美しさに?, Sono hōbutsusen no utsukushi-sa ni) - 49. Prima e dopo l'addio (別離の後先?, Betsuri no atosaki) |                                                                             |                   |                        |
| 7  | 17 gennaio 2020 | ISBN 978-4-06-517887-4                                                      | 10 marzo 2022     | ISBN 978-88-287-6532-5 |
| 7  | Capitoli - 50. Abbinamento completato (試合成立?, Macchingu seiritsu) - 51. Il Creatore (創造主?, Sōzōnushi) - 52. Talento e mediocrità (天才と凡才?, Tensai to bonsai) - 53. Angolo cieco (死角?, Shikaku) - 54. Divorare (喰?, Kurau) - 55. Un sogno irrealizzabile (叶わない夢?, Kanawanai yume) - 56. La dimostrazione che ho messo in ballo la vita (人生を懸けた証明?, Jinsei o kaketa shōmei) - 57. Incontro casuale (邂逅?, Kaigō) - 58. La battaglia decisiva ha inizio (決戦の火蓋?, Kessen no hibuta) |                                                                             |                   |                        |
| 8  | 17 marzo 2020 | ISBN 978-4-06-518559-9                                                      | 31 marzo 2022     | ISBN 978-88-287-6583-7 |
| 8  | Capitoli - 59. Combinazione tripla (三者融合?, Torai Sekushon) - 60. Field vision (戦場視界?, Fīrudo Bijon) - 61. Sfruttare al meglio (生かす?, Ikasu) - 62. Schiappa (ヘタクソ?, Hetakuso) - 63. L'ego sepolto (埋もれる人間?, Umoreru ningen) - 64. Palcoscenico (主役の座?, Shuyaku no za) - 65. Scherzo del destino (運命の悪戯?, Unmei no itazura) - 66. Il bivio del perdente (敗北者の岐路?, Haiboku-sha no kiro) - 67. Il talento della disperazione (絶望の才能?, Zetsubō no sainō) |                                                                             |                   |                        |
| 9  | 15 maggio 2020 | ISBN 978-4-06-518854-5                                                      | 5 maggio 2022     | ISBN 978-88-287-6611-7 |
| 9  | Capitoli - 68. Promessa (約束?, Yakusoku) - 69. Caos (大混沌?, Kaosu) - 70. Dancing Boy (Dancing Boy?) - 71. Amici (ともだち?, Tomodachi) - 72. MATCH UP!! (MATCH UP!!?) - 73. Super combinazione (超連動?, Chō rendō) - 74. Monster (異次元選手?, I jigen Monsutā) - 75. Danza furiosa (乱舞?, Ranbu) - 76. Punto di non ritorno (もう戻れない?, Mōmodorenai) |                                                                             |                   |                        |
| 10 | 17 agosto 2020 | ISBN 978-4-06-520360-6                                                      | 2 giugno 2022     | ISBN 978-88-287-6662-9 |
| 10 | Capitoli - 77. Sul serio (本気?, Honki) - 78. Irregular (イレギュラー?, Iregyurā) - 79. Io non sono qui (俺がいない?, Ore ga inai) - 80. No Limit (無限界?, Nō Rimitto) - 81. Last Action (最終行動?, Rasuto Akushon) - 82. Non mi servi (いらない?, Iranai) - 83. Voce (声?, Koe) - 84. Impulso originario (初期衝動?, Shoki shōdō) - 85. 8 secondi prima (８秒前?, 8-byō mae) |                                                                             |                   |                        |
| 11 | 16 ottobre 2020 | ISBN 978-4-06-521018-5                                                      | 16 giugno 2022    | ISBN 978-88-287-1568-9 |
| 11 | Capitoli - 86. Orgoglio (誇り?, Hokori) - 87. LUCK (LUCK?) - 88. Top player mondiali (世界選抜?, Sekai senbatsu) - 89. Demone (悪魔?, Akuma) - 90. Third Selection (三次選考?, Sanji Serekushon) - 91. Velocità divina (神速?, Shinsoku) - 92. Più vicino (一番近くで?, Ichiban chikaku de) - 93. Adunata (集結?, Shūketsu) - 94. Il momento è arrivato (時は来たり?, Tokihakitari) |                                                                             |                   |                        |
| 12 | 17 dicembre 2020 | ISBN 978-4-06-521638-5                                                      | 21 luglio 2022    | ISBN 978-88-287-1783-6 |
| 12 | Capitoli - 95. Tryout (適性試験?, Tekisei Toraiauto) - 96. La strada che ho scelto (選んだ道?, Eranda michi) - 97. Ultimo biglietto (最終切符?, Saishū kippu) - 98. Farabutto (曲者?, Kusemono) - 99. L'assassino e il ninja (殺し屋と忍者?, Koroshi-ya to ninja) - 100. 最適×最高＝最悪 (Saiteki × saikō = saiaku?) - 101. Nuova relazione (新しい関係性?, Atarashī katachi) - 102. Il mondo che percepisci (感じる世界?, Kanjiru sekai) - 103. Esperienza sensoriale totale (全感覚体験?, Zen kankaku taiken) |                                                                             |                   |                        |
| 13 | 17 marzo 2021 | ISBN 978-4-06-522073-3                                                      | 18 agosto 2022    | ISBN 978-88-287-1723-2 |
| 13 | Capitoli - 104. Trip (夢中?, Torippu) - 105. 5 X 6 (５×６?) - 106. Chameleon (カメレオン?, Kamereon) - 107. Fine della partita (全試合終了?, Zen shiai shūryō) - 108. I migliori 11 (１１傑?, 11 suguru) - 109. Battaglione (戦闘集団?, Sentō shūdan) - 110. Nuovo arrivato (新参者?, Shinsanmono) - 111. FLOW (FLOW?) - 112. Un grande palcoscenico (大舞台?, Daibutai) |                                                                             |                   |                        |
| 14 | 17 maggio 2021 | ISBN 978-4-06-523148-7                                                      | 22 settembre 2022 | ISBN 978-88-287-2088-1 |
| 14 | Capitoli - 113. Guardie e ladri (泥棒と警察?, Dorobō to keisatsu) - 114. Quartetto (カルテット?, Karutetto) - 115. Sae Itoshi (糸師 冴?, Sae itoshi) - 116. Revenger (復讐者?, Fukushū-sha) - 117. Piacere di conoscerti (はじめまして?, Hajimemashite) - 118. Distorto (歪?, Hizumi) - 119. La terza freccia (第三の矢?, Dai san no ya) - 120. Gene blu (青の遺伝子?, Ao no idenshi) - 121. 1st HALF (フフーストハーフ?, Fufūsuto Hāfu) |                                                                             |                   |                        |
| 15 | 17 agosto 2021 | ISBN 978-4-06-524479-1                                                      | 20 ottobre 2022   | ISBN 978-88-287-2245-8 |
| 15 | Capitoli - 122. Headliner (ヘッドライナー?, Heddorainā) - 123. Numero uno al mondo (世界一?, Sekaiichi) - 124. Night Snow (夜の雪?, Yoru no yuki) - 125. A pezzi (ぐちゃぐちゃ?, Guchagucha) - 126. 2nd HALF (2nd HALF?) - 127. Dragon Drive (ドラゴン・ドライヴ?, Doragon Doraivu) - 128. Sostituzioni (交代劇?, Kōtai geki) - 129. Sangue freddo e trasformazione (冷徹と変幻?, Reitetsu to hengen) - 130. Il mondo non mi conosce ancora (世界はまだ俺を知らない?, Sekai wa mada ore o shiranai) - 131. Ciò che tu ci hai insegnato (教えた感情?, Oshieta koto)                                                                      |                                                                             |                   |                        |
| 16 | 15 ottobre 2021 | ISBN 978-4-06-525141-6                                                      | 17 novembre 2022  | ISBN 978-88-287-2411-7 |
| 16 | Capitoli - 132. Il re dispotico (独裁の王?, Dokusai no ō) - 133. Concentrazione estrema (極限集中?, Kyokugen shūchū) - 134. Fiore (花?, Hana) - 135. Shachihoko (鯱?, Shachihoko) - 136. Collezione (集大成?, Shūtaisei) - 137. L'ultimo passo (最後の一歩?, Saigo no ippo) - 138. Un solo copro e una sola anima (一心同体?, Isshindōtai) - 139. Sintonia (シンクロ?, Shinkuro) - 140. Essenza (真髄?, Shinzui) |                                                                             |                   |                        |
| 17 | 17 dicembre 2021 | ISBN 978-4-06-526286-3                                                      | 15 dicembre 2022  | ISBN 978-88-287-2566-4 |
| 17 | Capitoli - 141. Monster Trance (怪物夢中?, Kaibutsu muchū) - 142. World Standard (世界標準?, Sekai hyōjun) - 143. Non sono solo (ひとりじゃない?, Hitori janai) - 144. Vizio (性癖?, Seiheki) - 145. Born Slippy (Born Slippy?) - 146. FINAL MATCH UP (FINAL MATCH UP?) - 147. Ultimo atto (終撃?, Syūgeki) - 148. Dichiarazione (宣言?, Sengen) - 149. Complete (計画完遂?, Keikaku kansui) |                                                                             |                   |                        |
| 18 | 17 marzo 2022 | ISBN 978-4-06-527288-6                                                      | 12 gennaio 2023   | ISBN 978-88-287-2860-3 |
| 18 | Capitoli - 150. Vacanza (休暇?, Kyūka) - 151. Un mondo che cambia (変わる世界?, Kawaru sekai) - 152. Un nuovo inizio (再始動?, Saishidō) - 153. Ambiente (環境?, Kankyō) - 154. Master (指導者?, Shidō-sha) - 155. Neo Egoist League (新英雄大戦?, Shin eiyū taisen) - 156. BASTARD (BASTARD?, Basutādo) - 157. Kaiser (カイザー?, Kaizā) - 158. Ogni istante (全ての瞬間を?, Subete no shunkan o) |                                                                             |                   |                        |
| 19 | 17 maggio 2022 | ISBN 978-4-06-527913-7                                                      | 16 febbraio 2023  | ISBN 978-88-287-4213-5 |
| 19 | Capitoli - 159. La via del dominio (覇道?, Hadō) - 160. Ginga X Monster (ギンガ x モンスター?, Ginga x Monsutā) - 161. Bee Shot (蜂撃?, Bī Shotto) - 162. Kaiser Impact (カイザーインパクト?, Kaizā Inpakuto) - 163. Incarnazione (体現者?, Taigen-sha) - 164. Butterfly (蝶?, Batafurai) - 165. Il dono degli dei (神に与えられし?, Kami ni ataerare shi) - 166. Contenitore (器?, Utsuwa) - 167. CROSS FLOW (CROSS FLOW?, Kurosufurō) |                                                                             |                   |                        |
| 20 | 15 luglio 2022 | ISBN 978-4-06-528501-5                                                      | 20 aprile 2023    | ISBN 978-88-287-4366-8 |
| 20 | Capitoli - 168. Quadro completo (全貌?, Zenbō) - 169. Super Entertainment (超常娯楽?, Chōjō goraku) - 170. Rivoluzione corporea (肉体革命?, Nikutai kakumei) - 171. After the Game (After the Game?) - 172. Pronto al sacrificio (心中?, Shinjū) - 173. vs ENGLAND (vs.ENGLAND?) - 174. Opening Shoot (オープニング・シュート?, Ōpuningu shūto) - 175. Ideale e realtà (理想と現実?, Risō to genjitsu) - 176. 44 (44?, Fōtifō) |                                                                             |                   |                        |
| 21 | 17 ottobre 2022 | ISBN 978-4-06-529489-5                                                      | 15 giugno 2023    | ISBN 978-88-287-4593-8 |
| 21 | Capitoli - 177. Planet Hotline (惑星ホットライン?, Wakusei Hottorain) - 178. Andare avanti (前向いていきまっしょい?, Mae muite iki masshoi) - 179. In via di sviluppo (発展途上中?, Hatsutentojō-chū) - 180. Pulcino (ヒヨッコ?, Hiyokko) - 181. Big Bang Piece (限界突破欠片(ビッグバン・ピース)?, Genkai toppa kakera (Bigguban Pīsu)) - 182. Meta Vision (超越視界(メタ・ビジョン)?, Chōetsu shikai (Meta Bijon)) - 183. Scenario (景色?, Keshiki) - 184. Best Goal Piece (最適得点欠片?, Besuto Gōru Pīsu) - 185. Rinascita (新生?, Shinsei)                                                                                        |                                                                             |                   |                        |
| 22 | 16 dicembre 2022 | ISBN 978-4-06-529987-6                                                      | 31 agosto 2023    | ISBN 978-88-287-5209-7 |
| 22 | Capitoli - 186. Karma (業?, Karuma) - 187. CROSS ROAD (CROSS ROAD?) - 188. Vortice (渦?, Uzu) - 189. YES, BOSS (YES BOSS?) - 190. Rigenerazione (回天?, Kaiten) - 191. COMING SOON (COMING SOON?) - 192. Disordine (動乱?, Dōran) - 193. Zanne (牙?, Kiba) - 194. Number Two (世界2位?, Nanbā Tsū) |                                                                             |                   |                        |
| 23 | 16 marzo 2023 | ISBN 978-4-06-530927-8                                                      | 16 novembre 2023  | ISBN 978-88-287-7128-9 |
| 23 | Capitoli - 195. La prova di Dio (神の試練?, Kami no shiren) - 196. Storie (物語?, Monogatari) - 197. Protagonismo (主人公感?, Shujinkō-kan) - 198. 0 punti (0点?, 0-ten) - 199. Cosa riesci a vedere? (何が視える?, Nani ga mieru) - 200. Non ho bisogno di un'altra occasione (次なんかいらない?, Tsugi nanka iranai) - 201. Senza essere scoperta da nessuno (誰にも見つけられずに?, Darenimo mitsuke rarezu ni) - 202. HEART OF SWORD (HEART OF SWORD?) - 203. Overheat (オーバーヒート?, Ōbāhīto) |                                                                             |                   |                        |
| 24 | 17 maggio 2023 | ISBN 978-4-06-531566-8                                                      | 21 marzo 2024     | ISBN 978-88-287-8243-8 |
| 24 | Capitoli - 204. Compagni d'armi (戦友?, Senyū) - 205. MOM - Man Of the Match (MOM(マン・オブ・ザ・マッチ)?, Momu (Man Obu za Matchi)) - 206. Aspettative (期待?, Kitai) - 207. Two Pair (ツーペア?, Tsū Pea) - 208. 100% (100％?) - 209. vs Ubers (VS.ユーヴァース?, VS. Yūvāsu) - 210. Ace-eater (主役喰い(エース・イーター)?, Shuyaku kui (Ēsu Ītā)) - 211. Zombie (ゾンビ?, Zonbi) - 212. UNKNOWN (UNKNOWN?) |                                                                             |                   |                        |
| 25 | 14 luglio 2023 | ISBN 978-4-06-532183-6 (ed. regolare) ISBN 978-4-06-532182-9 (ed. limitata) | 18 luglio 2024    | ISBN 978-88-287-9184-3 |
| 25 | Capitoli - 213. E・4 - Egoistic Four (E・4(エゴイスティック・フォー)?, E4 (Egoisutikku Fō)) - 214. Lavoro (仕事?, Shigoto) - 215. Successore (後継者?, Kōkeisha) - 216. Stealth Kill (隠密殺撃?, Komo missatsu geki (Suterusu Kiru)) - 217. Predator Eye (捕食者視界?, Hoshokusha shikai (Puredetā Ai)) - 218. Game Changer (変革者?, Gēmu Chenjā) - 219. Dinamismo (超連鎖活動?, Dainamizumu) - 220. Seesaw Game (シーソーゲーム?, Shīsō Gēmu) - 221. Portami con te (連れてって?, Tsuretette) |                                                                             |                   |                        |
| 26 | 14 settembre 2023 | ISBN 978-4-06-532844-6 (ed. regolare) ISBN 978-4-06-532839-2 (ed. limitata) | 19 settembre 2024 | ISBN 978-88-287-9678-7 |
| 26 | Capitoli - 222. Design (設計?, Dezain) - 223. Sei disposto a morire? (死ねるか?, Shineru ka) - 224. Un lavoro facile (簡単?, Kantan na oshigoto) - 225. Raid Battle (レイドバトル?, Reido Batoru) - 226. Dimissioni (退職願?, Taishokunegai) - 227. Bilancia verso il futuro (未来への天秤?, Mirai e no tenbin) - 228. Ragazzaccio (悪童?, Kusogaki) - 229. UNDERDOG (UNDERDOG?, Andādoggu) - 230. Buddy (同志?, Badi) |                                                                             |                   |                        |
| 27 | 15 dicembre 2023 | ISBN 978-4-06-533904-6 (ed. regolare) ISBN 978-4-06-533940-4 (ed. limitata) | 14 novembre 2024  | ISBN 979-12-21902-08-2 |
| 27 | Capitoli - 231. DIVE TO BLUE (DIVE TO BLUE?) - 232. High Evolution (爆発多様進化?, Hai Eboriyūshon) - 233. Chiave (鍵?, Kagi) - 234. Regista (演出家?, Enshutsuka) - 235. Il motivo per cui sono nato (生まれてきた意味?, Umarete kita imi) - 236. Sayonara (サヨナラ?, Sayonara) - 237. Il centro del mondo (世界の中心?, Sekai no chūshin) - 238. DREAMERS (DREAMERS?, Dorīmāsu) - 239. Creazione (創生?, Sōsei) |                                                                             |                   |                        |
| 28 | 15 marzo 2024 | ISBN 978-4-06-534561-0 (ed. regolare) ISBN 978-4-06-534560-3 (ed. limitata) | 20 marzo 2025     | ISBN 979-12-21913-12-5 |
| 28 | Capitoli - 240. Triple Jump Up (トリプルジャップアップ?, Toripuru Jappu Appu) - 241. Rafani sott'aceto e natto (たくあんと納豆?, Takuan to Nattō) - 242. Il mago e la rosa blu (prima parte) (魔法使いと青い薔薇(前編)?, Mahōtsukai to aoi ki zenmai (zenpen)) - 243. Il mago e la rosa blu (seconda parte) (魔法使いと青い薔薇(後編)?, Mahōtsukai to aoi ki zenmai (kōhen)) - 244. P.X.G (PXG?) - 245. Muori e prova a tornare (いっべん死しんでこい?, Ibben shinde koi) - 246. Anomalo e perverso (変則·変態?, Hensoku hentai) - 247. Originalità (自己独創性?, Orijinariti) - 248. Final Fight (ファイナル·ファイト?, Fainaru Faito) |                                                                             |                   |                        |
| 29 | 16 maggio 2024 | ISBN 978-4-06-535506-0 (ed. regolare) ISBN 978-4-06-535508-4 (ed. limitata) | 17 luglio 2025    | ISBN 979-12-21922-90-5 |
| 29 | Capitoli - 249. The Beginning (The Beginning?) - 250. Attacco e difesa sconosciuti (未知との攻防?, Michi to no kōbō) - 251. Posto speciale (特等席?, Tokutō seki) - 252. Top Performance (最高表現?, Besuto Pafōmansu) - 253. Un luogo infestato da demoni (魔境?, Makyō) - 254. Tipo individualistico • Tipo mondiale (自分型·世界型?, Jibungata sekaigata) - 255. Arde ancora (まだ燃えてる?, Mada moeteru) - 256. Il retro del retro del retro (裏の裏の裏?, Ura no ura no ura) - 257. TWO-GUN (Two-Gun?) |                                                                             |                   |                        |
| 30 | 16 agosto 2024 | ISBN 978-4-06-536520-5 (ed. regolare) ISBN 978-4-06-536525-0 (ed. limitata) | —                 | —                      |
| 30 | Capitoli (traduzioni letterali dei titoli) - 258. Combina-Inventa-Nuova arma (合体・発明・新兵器?, Gattai hatsumei shin heiki) - 259. Sfidare l'impossibile (不可能挑戦?, Fukanō chōsen) - 260. Inutile spazzatura (クソ物?, Butsu) - 261. Malizia (悪意?, Akui) - 262. (ZERO?) - 263. Confine (境界線?, Bōdārain) - 264. Vita o morte (死死死生?, Deddo Deddo Deddo oa Araibu) - 265. Gli sfortunati (不自由の彼方?, Fujiyū no kanata) - 266. (SUPER STAR?) |                                                                             |                   |                        |
| 31 | 17 ottobre 2024 | ISBN 978-4-06-537047-6 (ed. regolare) ISBN 978-4-06-537046-9 (ed. limitata) | —                 | —                      |
| 31 | Capitoli (traduzioni letterali dei titoli) - 267. Golden Ticket (黄金切符?, Gōruden Chiketto) - 268. Pressione (重圧?, Jūatsu) - 269. Non sei l'uncio (だけじゃない?, Dake janai) - 270. (BREAK?) - 271. La vita è bella (ライフ・イズ・ビューティフル?, Raifu Izu Byūtifuru) - 272. Carta-Sasso-Forbice (ジャンケン?, Janken) - 273. Bestia della distruzione (破壊獣?, Hakai jū) - 274. Rivale fallito (宿敵失格?, Raibaru shikkaku) - 275. (CRASHOOT！?) - 276. L'ultimo (THE LAST?) |                                                                             |                   |                        |
| 32 | 17 dicembre 2024 | ISBN 978-4-06-537769-7 (ed. regolare) ISBN 978-4-06-537763-5 (ed. limitata) | —                 | —                      |
| 32 | Capitoli (traduzioni letterali dei titoli) - 277. Genio e prodigio (天才と秀才?, Tensai to shūsai) - 278. Cerchio, triangolo, quadrato (〇△□?, Maru-san kaku shikaku) - 279. Drogato di calcio (フットボールジャンキーズ?, Futtobōru Jankīzu) - 280. Il muro dei talentuosi (秀才の壁?, Shūsai no kabe) - 281. La formula evolutiva (進化の方程式?, Shinka no hōteishiki) - 282. Ho bisogno di te (NEED YOU?) - 283. Difesa disperata (壊攻死守?, Kaikō shishu) - 284. Anima (魂?, Tamashī) - 285. Contratto (契約?, Keiyaku) |                                                                             |                   |                        |
| 33 | 17 marzo 2025 | ISBN 978-4-06-538708-5                                                      | —                 | —                      |
| 33 | Capitoli (traduzioni letterali dei titoli) - 286. Una nuova era (新時代?, Shin jidai) - 287. Grazie a te (お前がいたから?, Omaega itakara) - 288. (デスゲーム?, Desu Gēmu) - 289. (ブタ?, Buta) - 290. (BLUE BAD BOY?) - 291. (FASTEST?) - 292. (悪運?, Akūn) - 293. (新英雄誕生?, Shin eiyū tanjō) - 294. (CHAMPION?) |                                                                             |                   |                        |
| 34 | 17 giugno 2025 | ISBN 978-4-06-539759-6                                                      | —                 | —                      |
| 34 | Capitoli (traduzioni letterali dei titoli) - 295. (No.1?) - 296. (脳汁体験?, Nōju taiken) - 297. (To the Future?) - 298. (ヒトリ・フタリ?, Hitori futari) - 299. (BLUE TEARS?) - 300. (イノセント?, Inosento) - 301. (パレード?, Parēdo) - 302. (もういい?, Mō ī) - 303. (BLUE LOCK-JAPAN?) |                                                                             |                   |                        |
| 35 | 12 agosto 2025 | ISBN 978-4-06-540365-5                                                      | —                 | —                      |
| 35 | Capitoli (traduzioni letterali dei titoli) - 304. (夢の恩人?, Yume no onjin) - 305. (×23?) - 306. (HELLO?) - 307. (バニー?, Banī) - 308. (プライドチキン?, Puraido Chikin) - 309. (再逢?, Saikai) - 310. (やめちまえ?, Yame chimae) - 311. (SIDE-B?) - 312. (U-20 WORLD CUP?) |                                                                             |                   |                        |

#### Capitoli non ancora in formatotankōbon
Questa lista è suscettibile di variazioni e potrebbe essere incompleta o non aggiornata.

- 313.  (開幕戦士?, Kaimaku senshi)
- 314.  (核 （前編）?, Kaku (zenpen))

### Blue Lock - Episode Nagi
| 1 | 17 ottobre 2022 | ISBN 978-4-06-528981-5 | 2 novembre 2023 | ISBN 978-88-287-5609-5 |
| 1 | Capitoli - 1. (天才とは?, Tensai to wa) - 2. (約束?, Yakusoku) - 3. (バカ?, Baka) - 4. (The Game?)                                                                                       |                        |                 |                        |
| 2 | 16 marzo 2023 | ISBN 978-4-06-530930-8 | 18 gennaio 2024 | ISBN 978-88-287-7617-8 |
| 2 | Capitoli - 5. (vs.TEAM Y?) - 6. (帝王とバカと面倒臭がり屋と?, Teiō to baka to mendōkusa gari-ya to) - 7. (ブイ?, Bui) - 8. (奴隷じゃないし?, Dorei janaishi) - 9. (観測者?, Kansoku-sha) |                        |                 |                        |
| 3 | 14 settembre 2023 | ISBN 978-4-06-532843-9 | 16 maggio 2024  | ISBN 978-88-287-8704-4 |
| 3 | Capitoli - 10. (めばえ?, Mebae) - 11. (光 前編?, Kō zenpen) - 12. (変?, Hen) - 13. (こんなにも?, Konna ni mo) - 14. (一途?, Ichizu)                                                      |                        |                 |                        |
| 4 | 17 aprile 2024 | ISBN 978-4-06-535171-0 | 30 gennaio 2025 | ISBN 979-12-21908-19-0 |
| 4 | Capitoli - 15. (本性?, Honshō) - 16. (ゴミカス?, Gomikasu) - 17. (FAKE?) - 18. (バイバイエゴイスト?, Baibai Egoisuto) - 19. (逆襲の死神?, Gyakushū no shinigami)                         |                        |                 |                        |
| 5 | 17 luglio 2024 | ISBN 978-4-06-536163-4 | 15 maggio 2025  | ISBN 979-12-21918-19-9 |
| 5 | Capitoli - 20. (無知?, Muchi) - 21. (弱点克服?, Jakuten kokufuku) - 22. (あい?, Ai) - 23. (FINAL?) - 24. (自覚?, Jikaku)                                                                 |                        |                 |                        |
| 6 | 15 novembre 2024 | ISBN 978-4-06-537432-0 | settembre 2025  | ISBN 979-12-21926-98-9 |
| 6 | Capitoli - 25. (利害関係 前編?, Rigai kankei zenpen) - 26. (SPEED&DANCE?) - 27. (FAKE&REAL?) - 28. (バイバイ?, Baibai)                                                                   |                        |                 |                        |
| 7 | 16 maggio 2025 | ISBN 978-4-06-539351-2 | —               | —                      |
| 7 | Capitoli - 29. (Realize?) - 30. (FINAL ATTACK?) - 31. (幻?, Maboroshi) - 32. (いつか死ぬ君へ?, Itsuka shinu-kun e)                                                                       |                        |                 |                        |
| 8 | 12 agosto 2025 | ISBN 978-4-06-540366-2 | —               | —                      |
| 8 | Capitoli - 33. (羽ばたき?, Habataki) - 34. (夢から醒めない?, Yume kara samenai) - 35. (ETERNAL SUNSET?) - 36. (まだ?, Mada)                                                              |                        |                 |                        |